# Concerto dell'Epifania
Il Concerto dell'Epifania è  programma televisivo italiano di genere musicale trasmesso annualmente da Rai 1 solitamente nel giorno dell'Epifania. Il concerto è ideato e promosso dall’Associazione "Oltre il Chiostro onlus", prodotto per la Rai dalla Melos International insieme all'Associazione Musica dal Mondo.

## Il programma
Il concerto, patrocinato dell'Assessorato al Turismo e alle Attività produttive del Comune di Napoli, dopo una prima edizione dedicata alla figura di Padre Pio, prosegue sviluppando l'obiettivo di promuovere attraverso la musica i contatti tra espressioni sociali e religiose dell’intera area mediterranea ed educare all’integrazione fra le tante diversità culturali. Le prime edizioni dell'evento sono state realizzate presso la Basilica di Santa Chiara. Successivamente il concerto si è trasferito in alcuni luoghi simbolo della città di Napoli come il Teatrino di Corte di Palazzo Reale, l'Auditorium della Città della Scienza e l'Auditorium Rai. Dal 2010 viene realizzato presso il Teatro Mediterraneo della Mostra D'Oltremare, fatta eccezione per l'edizione del 2021 andata in onda a causa della pandemia da Covid 19 senza la presenza del pubblico dal Complesso Monumentale di Santa Maria la Nova, già location dell'evento dal 2003 al 2005.
Il Concerto dell'Epifania viene trasmesso in differita sin dalla prima edizione da Rai 1 il 6 gennaio di ogni anno, fatta eccezione della 7ª e della 26ª edizione, andate in onda il 5 gennaio. Dal 1996 al 2020 l'evento è andato in onda nella fascia del mattino, mentre dal 2021 viene trasmesso in terza serata. Dal 2022 il concerto viene trasmesso subito dopo il tradizionale appuntamento dedicato all'estrazione dei biglietti della Lotteria Italia.

## Edizioni
| Edizione | Messa in onda  | Rete televisiva | Conduzione                                               | Ospiti | Location                                     |
| -------- | -------------- | --------------- | -------------------------------------------------------- | --- | -------------------------------------------- |
| 1ª       | 6 gennaio 1996 | Rai 1           | Fabrizio Gatta                                           | Massimo Ranieri, Katia Ricciarelli, Andrea Ceccomori, Chicago Gospel Group, Andrea Bocelli, Irene Fargo, Jana Mrazova, Piccolo Coro Arcobaleno, Milva, Musicalia, Orchestra sinfonica della Campania diretta dal Maestro Marco Zuccarini, coro L'Opera di Bari diretto dal Maestro Elio Orciuolo, | Basilica di Santa Chiara                     |
| 2ª       | 6 gennaio 1997 | Rai 1           | Fabrizio Gatta e Annalisa Manduca                        | Fanfara dei Carabinieri 10º Battaglione Campania, Sergio Bruni, Black Voices, Duo Splendore, Simona Padula, Anna Incoronato e Paolo Vergari, Enzo Gragnaniello, Mischa Maisky, Ugo Pagliai e Paolo Vergari, Tosca, Nunzio Todisco, Nuova Compagnia di Canto Popolare, Alexandrina Pendatchanska, Miriam Makeba, Samira Said, Manuela Villa, Rinat Gabay, accompagnati dalla Grande Orchestra Partenopea di Santa Chiara diretta dal maestro Pierfrancesco Borrelli. | Basilica di Santa Chiara                     |
| 3ª       | 6 gennaio 1998 | Rai 1           | Fabrizio Gatta e Ilaria Moscato                          | Cecilia Gasdia, Enzo Gragnaniello, Samuele Bersani, Cecilia Chailly, Angelo Persichilli, Terem Quartet, Teresa De Sio, Marco Sollini, Paolo Vergari, Neri per caso, Carlo Bini, Olga De Maio e Nikola Kitan, Chicago Gospel Group, Angela Luce, G. Dell'Aversano e E. Campagnoli, PFM, Ermonela Jaho, Donne in sax. | Basilica di Santa Chiara                     |
| 4ª       | 6 gennaio 1999 | Rai 1           | Fabrizio Gatta e Annalisa Manduca                        | Nello Daniele, Raina Kabaivanska, Giovanni Angeleri e Paolo Vergari, Lina Sastri, Remo Girone, Gianni Coscia, Osvaldo Paderni, Armando Kreiger e Marila Zingarelli, Bruce Cockburn, Giorgio Gaslini e Lucia Minetti, Avion Travel, Giovanni Angeleri, Crystal White. | Teatrino di Corte di Palazzo Reale           |
| 5ª       | 6 gennaio 2000 | Rai 1           | Fabrizio Gatta e Annalisa Manduca                        | Eugenio Bennato, Pietra Montecorvino, Dionne Warwick, Tosca, Carlos Nuñez & Band, Maurizio Colonna e Luciana Bigazzi, Filippa Giordano, Ron, Claudio Fabi e Dairley Azevedo De Brito, Massimo Bubola & Band. | Sala del Coro della Basilica di Santa Chiara |
| 6ª       | 6 gennaio 2001 | Rai 1           | Fabrizio Gatta e Annalisa Mandolini                      | Jenny B e Nuovi Cantori di Napoli, Gypsy Family, Antonella Ruggiero, Frank Gambale & Maurizio Colonna, Spaccanapoli, Esta, Ambrogio Sparagna & Band, Andrea Griminelli, Angelo Branduardi, Antonella Sepe e Maurizio Mejri, Randy Crawford. | Basilica di Santa Chiara                     |
| 7ª       | 5 gennaio 2002 | Rai 1           | Fabrizio Gatta e Annalisa Mandolini                      | Carlo Faiello & Band, Noa e Nabil, Roberto Vecchioni, Sophie B. Hawkins, Josè Feliciano, Doctor 3, Gianluca Terranova, Solis String Quartet, Grazia Di Michele, Enzo Avitabile, Moni Ovadia & Theatrum Musicorum, Solis String Quartet e Massimo Wertmuller, Antonietta Messore, Choir Singers. | Basilica di Santa Chiara                     |
| 8ª       | 6 gennaio 2003 | Rai 1           | Fabrizio Gatta e Lorena Bianchetti                       | G. Guarracino, A. Onorato, Al Bano, Billy Preston, Hevia, Solis String Quartet, M.Loffredo, Amedeo Minghi, Manu Dibango & Soul Makossa, Alexander Balanescu, Rossana Casale, Lee Konitz & Band, Paola & Chiara, Billy e Rodina Preston, Chicago Gospel Choir, Marco Zurzolo & Band, Solomon Burke. | Complesso Monumentale di Santa Maria la Nova |
| 9ª       | 6 gennaio 2004 | Rai 1           | Fabrizio Gatta e Lorena Bianchetti                       | Irene Fargo, Balentes, A. Onorato e Marco Zurzolo, Joan Armatrading, Nomadi e Carlo Morelli's Choir, Eliades Ochoa e Coro Bambini di Napoli, Mavis Staples, Eugenio Finardi, Rino De Masco e Maria Gabriella Marino, Uri Caine, Mark Ledford e David Gilmore, Mimmo Epifani & Angelo Gaccione, Dulce Pontes, Ian Anderson & Band. | Complesso Monumentale di Santa Maria la Nova |
| 10ª      | 6 gennaio 2005 | Rai 1           | Fabrizio Gatta e Lorena Bianchetti                       | Linda & Alfio Antico, Youssou N'Dour, Paul Young & Los Pacaminos, Enzo Gragnaniello & Meg, Angelique Kidjo, Linda, Z-Star, Hasna El Becheria & Band, Bungaro, Mauro Pagani & Mouna Amari, Gary Brooker & Procol Harum. | Complesso Monumentale di Santa Maria la Nova |
| 11ª      | 6 gennaio 2006 | Rai 1           | Lorena Bianchetti                                        | Nair, Edoardo Bennato & coro di bambini, Cheb Khaled, Dee Dee Bridgewater, Povia, Peppe Barra & Jhon Trudell, Nair, Tony Hadley, Enzo Avitabile, Enrico Ruggeri, Coro Arteteca. | Auditorium della Città della Scienza         |
| 12ª      | 6 gennaio 2007 | Rai 1           | Lorena Bianchetti                                        | Rosalia Misseri, Andreas Vollenweider, Niccolò Fabi, Dianne Reeves, Mauro Di Domenico, Badarà Seck e Enzo De Caro, Petra Mangoni & Ferruccio Spinetti, Teresa Salgueiro, Keith Emerson, Teresa De Sio & Andreas Vollenweider. | Auditorium Rai                               |
| 13ª      | 6 gennaio 2008 | Rai 1           | Lorena Bianchetti                                        | Orchestra Popolare del Molise, Nate James, Tazenda, Richerd Galliano e Solis String Quartet, Tom McRae, Mario Biondi, Alan Parson, Sal Da Vinci, Tullio De Piscopo, Saba Anglana & Mary Petrulo, Mick Taylor. | Auditorium Rai                               |
| 14ª      | 6 gennaio 2009 | Rai 1           | Lorena Bianchetti                                        | Piccola Orchestra La Viola, Mafalda Arnauth, Giuliano Palma & The Bluebeaters, Omar Sosa, Maria João & Solis String Quartet, Patrizio Rispo & Armodia Etnica, Irene Grandi, Maria Nazionale, Ivana Spagna, Mario Venuti, Osanna. | Auditorium Rai                               |
| 15ª      | 6 gennaio 2010 | Rai 1           | Fabrizio Gatta                                           | Coro Polifonico San Leonardo dell’Isola di Procida, Fabio Concato, Misia, Matteo Becucci, Rosalia De Souza, Sud Express & Raiz, Stefania De Francesco accompagnato al pianoforte da Francesco Villani, Silvia Mezzanotte, Jim Diamond, Marina Bruno. | Teatro Mediterraneo della Mostra D’Oltremare |
| 16ª      | 6 gennaio 2011 | Rai 1           | Fabrizio Gatta                                           | Compagnia Daltrocanto, Eugenio Bennato, Carmen Souza, Sud Express, Simona Molinari, Matia Bazar, Audio 2, Sarah Jane Morris, Avion Travel, Enzo De Caro e Sasà Mendoza, Mario Da Vinci. | Teatro Mediterraneo della Mostra D’Oltremare |
| 17ª      | 6 gennaio 2012 | Rai 1           | Fabrizio Gatta                                           | Valerio Scanu, Teresa Salgueiro, Peppe Barra, Francesco Baccini, Lura e Nick the Nightfly, accompagnati dalla Grande Orchestra Partenopea di Santa Chiara diretta dal maestro Renato Serio. | Teatro Mediterraneo della Mostra D’Oltremare |
| 18ª      | 6 gennaio 2013 | Rai 1           | Fabrizio Gatta                                           | Mario Venuti, Edoardo Bennato, Mariella Nava, Luna Di Domenico, Sonohra, Paula e Jaques Morelenbaum, Karima, Andrea Brancone, Carlo Alberto, accompagnati dalla Grande Orchestra Partenopea di Santa Chiara diretta dal maestro Renato Serio. | Teatro Mediterraneo della Mostra D’Oltremare |
| 19ª      | 6 gennaio 2014 | Rai 1           | Veronica Maya                                            | Frate Alessandro, Antonella Ruggiero, Roy Paci, Pasquale Esposito, Nino Buonocore, Francesco Buzzurro, Almamegretta & Raiz, Cristina Branco, Eugenio Finardi, Pasqualino Maione, accompagnati dalla Grande Orchestra Partenopea di Santa Chiara diretta dal maestro Renato Serio. | Teatro Mediterraneo della Mostra D’Oltremare |
| 20ª      | 6 gennaio 2015 | Rai 1           | Veronica Maya                                            | Felicia Bongiovanni, Lu Ye e Piero Mazzochetti, Antonella Ruggiero, Nathalie Pires, Francesco Buzzurro, Peppino Di Capri, Fiorenza Calogero, Enzo Avitabile, Chico Cesar, Gennaro Matino, Frankie hi-nrg mc, Fuori Controllo, Felicia Bongiovanni. | Teatro Mediterraneo della Mostra D’Oltremare |
| 21ª      | 6 gennaio 2016 | Rai 1           | Elisa Isoardi                                            | Enzo Avitabile, l'Orchestra di Piazza Vittorio, Serena Rossi, Sal da Vinci, Francesco Sarcina, Cristina Maria, Hindi Zahra, Sara Jane Morris, accompagnati dalla Grande Orchestra Partenopea di Santa Chiara diretta dal maestro Renato Serio. | Teatro Mediterraneo della Mostra D’Oltremare |
| 22ª      | 6 gennaio 2017 | Rai 1           | Elisa Isoardi                                            | Mario Biondi, Sergio Cammariere, Edoardo Bennato, Maria Nazionale, Viviana Novembre, gli Osanna, Anita Vitale, Susi Mennella, Pietro Adragna, Souad Massi, Placido Domingo jr, Alceu Valença, Sivan Goldman e Gino da Vinci, Mujeres Creando, accompagnati dalla Grande Orchestra Partenopea di Santa Chiara diretta dal maestro Renato Serio. | Teatro Mediterraneo della Mostra D’Oltremare |
| 23ª      | 6 gennaio 2018 | Rai 1           | Cristina Rinaldi                                         | Anggun, Valerio Scanu, Mario Venuti, Simona Molinari, Lina Sastri, James Senese e Maldestro, accompagnati dalla Grande Orchestra Partenopea di Santa Chiara diretta dal maestro Renato Serio. | Teatro Mediterraneo della Mostra D’Oltremare |
| 24ª      | 6 gennaio 2019 | Rai 1           | Veronica Maya                                            | Giovanni Caccamo, Tony Maiello, Diarah Khan, Rita Ciccarelli & Flowing’ Gospel, Chiara Galiazzo, Sal da Vinci, accompagnati dalla Grande Orchestra Partenopea di Santa Chiara diretta dal maestro Adriano Pennino. | Teatro Mediterraneo della Mostra D’Oltremare |
| 25ª      | 6 gennaio 2020 | Rai 1           | Ingrid Muccitelli                                        | Giovanni Allevi, Lina Sastri, Avion Travel, Nesli, La Zero, Livio Cori, Francesco Di Leva, Fabiana, Joana Amendoeira, Bungaro, Sud 58, accompagnati dalla Grande Orchestra Partenopea di Santa Chiara diretta dal maestro Adriano Pennino. | Teatro Mediterraneo della Mostra D’Oltremare |
| 26ª      | 5 gennaio 2021 | Rai 1           | Arianna Ciampoli                                         | Mario Biondi, Peppino di Capri, Sal Da Vinci, Maria Nazionale, Barbara Cola, Enzo Gragnaniello, Massimiliano Gallo, Peppe Barra, Andrea Sannino accompagnati dalla Grande Orchestra Partenopea di Santa Chiara diretta dal maestro Adriano Pennino. | Complesso Monumentale di Santa Maria La Nova |
| 27ª      | 6 gennaio 2022 | Rai 1           | Arianna Ciampoli                                         | Pietro Adragna, Eugenio Bennato, il chitarrista Francesco Buzzurro, Giovanni Caccamo, Federica Carta, Sal Da Vinci, Gianfranco Gallo, Ghemon, Raphael Gualazzi, Teresinha Landeiro, Simona Molinari, Pietra Montecorvino, Morgan e la band napoletana I Super 4, accompagnati dalla Grande Orchestra Partenopea di Santa Chiara diretta dal maestro Adriano Pennino.                                                                                                | Teatro Mediterraneo della Mostra d'Oltremare |
| 28ª      | 6 gennaio 2023 | Rai 1           | Arianna Ciampoli con la partecipazione di Pino Strabioli | Sal Da Vinci, Alin Stoica, Alexia, Ron, Alan Sorrenti, Simone Cristicchi, Valentina Stella, Serena Brancale, Marco Zurzolo, Pierdavide Carone e Francesca Maresca, accompagnati dalla Grande Orchestra Partenopea di Santa Chiara diretta dal maestro Adriano Pennino. | Teatro Mediterraneo della Mostra d'Oltremare |
| 29ª      | 6 gennaio 2024 | Rai 1           | Arianna Ciampoli con la partecipazione di Pino Strabioli | Nomadi, Syria, Antonino Spadaccino, Gaudiano, Ilaria Mongiovì, Bruno Venturini, Valentina Stella e il tenore rumeno Alexandru Nagy, accompagnati dalla Grande Orchestra Partenopea di Santa Chiara diretti dal maestro Adriano Pennino. | Teatro Mediterraneo della Mostra d'Oltremare |
| 30ª      | 6 gennaio 2025 | Rai 1           | Arianna Ciampoli con la partecipazione di Pino Strabioli | Bianca Atzei, Fabio Concato, Francesco Da Vinci, Sal Da Vinci, Maurizio De Giovanni, Latonius, Rosario Miraggio, Moreno, Walter Ricci, Ron, Lina Sastri, Shelèa, Ste, Marco Zurzolo, accompagnati dalla Grande Orchestra Partenopea di Santa Chiara e dai coristi della band Rita Ciccarelli & Flowin'Gospel diretti dal maestro Adriano Pennino : | Teatro Mediterraneo della Mostra d'Oltremare |

## Ascolti
| Edizione | Anno | Collocazione in palinsesto | Telespettatori | Share  |
| -------- | ---- | -------------------------- | -------------- | ------ |
| 14ª      | 2009 | mattina                    |                | 19.14% |
| 15ª      | 2010 | mattina                    | 1.537.000      | 21.94% |
| 16ª      | 2011 | mattina                    | 1.655.000      | 21.96% |
| 17ª      | 2012 | mattina                    | 1.583.000      | 19.55% |
| 18ª      | 2013 | mattina                    | 1.420.000      | 17.98% |
| 19ª      | 2014 | mattina                    | 1.103.000      | 14.15% |
| 20ª      | 2015 | mattina                    | 1.757.000      | 20.75% |
| 21ª      | 2016 | mattina                    | 1.290.000      | 14.62% |
| 22ª      | 2017 | mattina                    | 1.585.000      | 18.74% |
| 23ª      | 2018 | mattina                    | 1.460.000      | 18.80% |
| 24ª      | 2019 | mattina                    | 1.570.000      | 18.70% |
| 25ª      | 2020 | mattina                    | 1.396.000      | 17.60% |
| 26ª      | 2021 | terza serata               | 1.123.000      | 7.40%  |
| 27ª      | 2022 | terza serata               | 834.000        | 10.40% |
| 28ª      | 2023 | terza serata               | 819.000        | 13.40% |
| 29ª      | 2024 | terza serata               | 1.527.000      | 17.40% |
| 30ª      | 2024 | terza serata               | 945.000        | 19.79% |